# Rhacophorus malabaricus

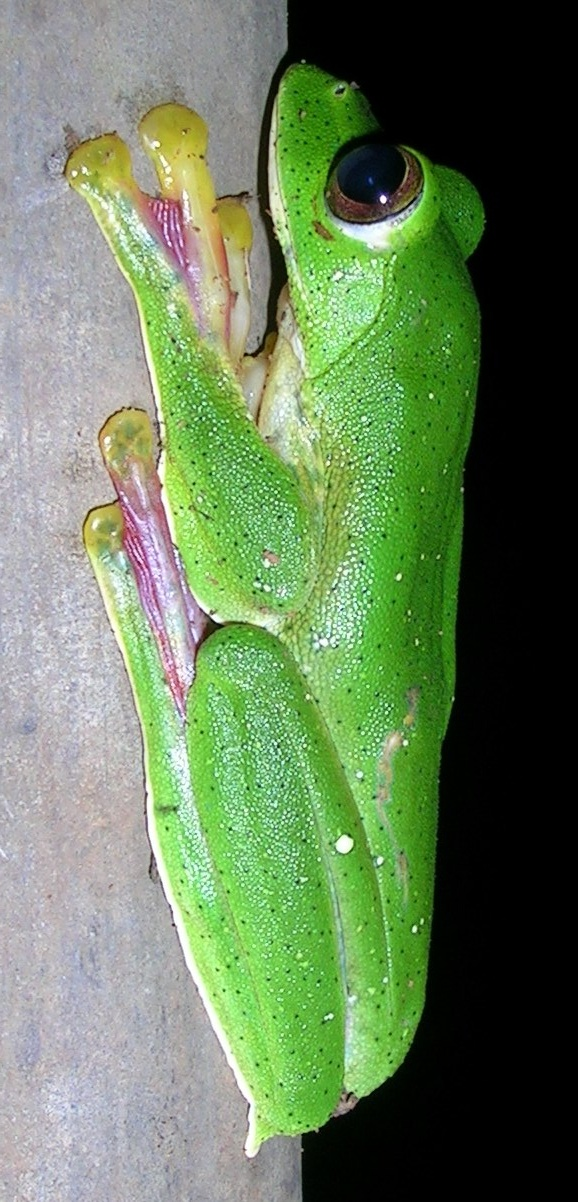
Exemplar d'aquesta espècie de granota.

Rhacophorus malabaricus és una espècie de granota que es troba a l'Índia.